# Famille décomposée

Famille décomposée est un téléfilm français réalisé par Claude d'Anna, diffusé le 16 mars 2010 sur France 3 et rediffusée sur Numéro 23 dès le 24 mai 2016.

## Synopsis
Alors qu'il sort de prison et qu'il retrouve femme et enfants, Léo voit son bonheur familial chamboulé à la suite de l'arrivée de Balducci, un ancien codétenu qui décide de s'installer chez lui.

## Fiche technique
- Réalisateur : Claude d'Anna
- Scénario : Claude d'Anna et Laure Bonin
- Musique : Mathilde Muffang
- Date de diffusion : 16 mars 2010 sur France 3
- Durée : 95 minutes.

## Distribution
- Julie Gayet : Doris
- Bruno Salomone : Léo, le mari de Doris, sorti de prison pour faux délit d'initié
- Christophe Guybet : Balducci, le squatteur sorti de prison
- Bertille Chabert : Grace, la fille ado de Doris et Léo
- Hugo Ferreux : Cédric, le fils de Doris et Léo
- Bruno Dupuis : Serge, le frère de Doris, dépressif de longue date
- Michel Duchaussoy : le commandant Dieulefit, père de Doris
- Ginette Garcin : Noisette, la voisine âgée
- Chantal Banlier : Réjane, mère de Doris
- Marianne Groves : Peggy Perrigaud, la patronne de Doris à la parfumerie
- Aurélia Gaffric : Alizée
- Simon Ferrante : Dick la Scoumoune, le clodo ami de Léo
- Philippe Saïd : Rocco
- Etienne Maroni :le chef de gare